# Planalto Brasileiro
Planalto Brasileiro ou Planalto Central do Brasil é a denominação habitual da região que se estende pelo Distrito Federal, Goiás, parte de Minas Gerais, Tocantins, Mato Grosso e Mato Grosso do Sul. É uma extensa região geográfica que cobre a maior parte das porções leste, sul e central do Brasil, totalizando quase metade da área terrestre do país, ou 4,5 milhões km². Além disso, uma considerável maioria da população  brasileira vive nas montanhas ou na estreita região costeira imediatamente adjacente a ele. Tem como limite norte o Planalto Cearense (Nordeste Setentrional), limite leste o Planalto da Borborema (entre PB e PE), limite sul o Planalto norte-gaúcho (sul da serra sulina) e limite oeste as terras altas centro-otesinas. No sul de Minas se localiza sua parte mais alta.
Antigos fluxos de lava basáltica deram origem a maior parte da região. No entanto, o longo tempo de atividade geofísica dramática é passado, sendo que agora não há atividade sísmica ou vulcânica no planalto. A erosão também tem desempenhado um papel importante na formação do planalto, formando extensos depósitos sedimentares e desgastes nas montanhas.
O Planalto Brasileiro é notável devido a grande diversidade encontrada lá: na região há vários biomas, condições climáticas, geoquímica divergente (por exemplo, o tipo rochoso encontrado na divisa SC-RS e em Torres diverge bastante do encontrado na Serra da Borborema, que é mais parecido com o que se vê na serra capixaba por exemplo) e milhares de espécies animais e vegetais diferentes.

## Subunidades
Segundo Aroldo de Azevedo (1949), o Planalto Brasileiro é subdividido em cinco subunidades:
- Planalto Central
- Planalto Meridional
- Planalto do Meio-Norte (ou do Maranhão-Piauí)
- Planalto Nordestino (ou da Borborema)
- Serras e Planaltos do Leste e Sudeste.

## Topografia
Sua altitude é variável (entre 305 e 915 metros), o altiplano é bastante erodido e cortado por várias cadeias montanhosas e numerosos vales. Parte do terreno restante é composto por planícies denominadas cerrados e grandes áreas cobertas de florestas.
Os planaltos são delimitados por escarpas (rampas ou aclives que surgem nas bordas de planaltos e serras), onde o processo de desgaste ou degradação supera o de deposição de sedimentos. Podem apresentar várias feições, conjunto de morros, serras, colinas e chapadas.
Suas principais cordilheiras são a Serra da Mantiqueira, a Serra do Mar e a Serra Geral. A altitude média das serras gira em torno de 1.200 metros acima do nível do mar. Os principais picos são o Pico das Agulhas Negras (2.791 metros), na Serra da Mantiqueira, e o Pico Maior de Friburgo (2.232 metros), na Serra do Mar.

### Tipos
- Os que são constituídos por rochas muito antigas, arrasadas por muitas fases de erosão, com grande complexibilidade de rochas, predominando as metamórficas da era Proterozoica (essas rochas são alterações de rochas ígneas) são os chamados planaltos de plataforma. Há três áreas com essas características no Brasil; a plataforma das Guianas, a Sul-amazônica e a do São Francisco.
- O segundo tipo de planaltos encontrados no Brasil corresponde ao de "cinturão orogênico", muito antigo, de diversa idade do pré-cambriano, muito desgastado pelas várias fases erosivas ocorridas, ainda guardando um aspecto serrano. Devido aos vários dobramentos, aparecem, além das rochas metamórficas, muitas intrusões e até efusões vulcânicas.Esses cinturões são os do Atlântico, o de Brasília e o do Paraguai-Araguaia, e, nas exposições de intrusões, aparecem os núcleos arqueados, como o de Borborema e Sul-Riograndense.
- O último tipo de planaltos encontrado no território brasileiro é o das três grandes bacias sedimentares: Amazônica, do Parnaíba ou Maranhão e a do Paraná. Os planaltos aí formados constituem-se de rochas sedimentares do Paleozoico e do Mesozoico, produzidas por depósitos marinhos e continentais.